# Peter Joppich
Peter Joppich, född den 21 december 1982 i Koblenz, Tyskland, är en tysk fäktare som tog OS-brons i herrarnas lagtävling i florett i samband med de olympiska fäktningstävlingarna 2012 i London.